# One Woman Army
One Woman Army ist ein englischsprachiger Popsong von Mandy Capristo. Er erschien am 21. März 2016 als ihre fünfte Single. Das Lied wurde vom amerikanischen Songwriter und Produzent PJ Bianco gemeinsam mit Aimée Proal, P. Bentley und Capristo geschrieben.
Am 23. März sang Capristo das Stück erstmals bei der New York International Auto Show. Des Weiteren wurde der Song in der ersten Werbekampagne von L’Oréal, in der Capristo zu sehen ist, als Werbesong verwendet.

## Musikvideo
Das Musikvideo entstand im Sommer 2015 in Kroatien. Es wurde am 21. März 2016 auf YouTube veröffentlicht. Regie führte Capristo selbst. Im Video singt sie gegen mafiöse Verhältnisse im Musikgeschäft. Inspiriert von Grace Kelly posiert Capristo in einem weißen Kleid in einer Kathedrale, bevor sie ihren Vertrag als „Mandy Capristo“ verbrennt, eine weiße Taube als Symbol für Freiheit aus ihrem Käfig entlässt und als kämpferische und unabhängige „Grace Capristo“ wiederaufersteht.